# Кесенума
Кесенума (на японски: 気仙沼市) е град в крайната североизточна област на префектура Мияги, Япония. Основан е на 1 юни 1953 година. Обгръща западната част на залива Кесенума и включва остров Ошима. Крайбрежието му формира южната граница на Национален парк „Риасово крайбрежие“, който достига на север до префектура Аомори. Населението на Кесенума е 62 124 жители (по приблизителна оценка от октомври 2018 г.).
Градът граничи на изток със залива Хирота, залива Кесенума и Тихия океан, а на юг – с Минамисанрику (Мияги). Префектура Ивате представлява остатъка от границите му, като те включват село Муроне (на запад) и град Рикузен-Таката на север. Връхната надморска височина в Кесенума е 711,9 m – при границата с Мотойоши, а най-ниската е на морското равнище.
Големи части от града са унищожени от Земетресението в Тохоку и породените от него вълна цунами и пожари.